# 1999 год в авиации
Список событий в авиации в 1999 году.

## События
- 17 августа — первый полёт многоцелевого вертолёта Ансат.
- 23 декабря — приказом главнокомандующего Военно-воздушные силами Российской Федерации Анатолия Корнукова, был учреждён День дальней авиации ВВС Российской Федерации.

### Без точной даты
- Первый полёт российского автожира ИАПО Иркут А-002.[1]

## Персоны

### Скончались
- 7 мая — Андрианов, Василий Иванович, советский лётчик-штурмовик, дважды Герой Советского Союза, генерал-майор авиации.